# Graptartia scabra
Graptartia scabra är en spindelart som först beskrevs av Simon 1878.  Graptartia scabra ingår i släktet Graptartia och familjen flinkspindlar. Inga underarter finns listade i Catalogue of Life.